# إيفان فوستر
إيفان فوستر (بالإنجليزية: Ivan Foster)‏ هو سياسي بريطاني، ولد في 1943 في مقاطعة فيرماناغ في المملكة المتحدة. في انتخابات الجمعية التشريعية لأيرلندا الشمالية 1982 ‏، انتخب عضو الجمعية التشريعية لأيرلندا الشمالية 1982-1986 ‏ وقد انضم خلال فترته النيابية ‏  للكتلة البرلمانية الحزب الديمقراطي الاتحادي.